# Isigny (Manche)
Pour les articles homonymes, voir Isigny.
Isigny  est une ancienne commune française qui a fusionné le 1er janvier 1969 avec celle du Buat pour former la nouvelle commune d'Isigny-le-Buat (mise en application de l'arrêté du 1er octobre 1968).

## Démographie
| 1793 | 1800 | 1806 | 1821 | 1831 | 1836 | 1841 | 1846 | 1851 |
| ---- | ---- | ---- | ---- | ---- | ---- | ---- | ---- | ---- |
| 400  | 353  | 376  | 385  | 372  | 361  | 351  | 341  | 351  |

| 1856 | 1861 | 1866 | 1872 | 1876 | 1881 | 1886 | 1891 | 1896 |
| ---- | ---- | ---- | ---- | ---- | ---- | ---- | ---- | ---- |
| 343  | 342  | 317  | 324  | 311  | 336  | 337  | 314  | 320  |

| 1901 | 1906 | 1911 | 1921 | 1926 | 1936 | 1946 | 1954 | 1962 |
| ---- | ---- | ---- | ---- | ---- | ---- | ---- | ---- | ---- |
| 313  | 311  | 322  | 286  | 290  | 297  | 296  | 250  | 267  |

| 1968 | - | - | - | - | - | - | - | - |
| ---- | - | - | - | - | - | - | - | - |
| 267  | - | - | - | - | - | - | - | - |

## Liste des maires
| Période                                                                                                  | Période | Identité                  | Étiquette | Qualité                                         |
| --- | ------- | ------------------------- | --------- | ----------------------------------------------- |
| 1791 | 1795    | Louis Cocard              |           |                                                 |
| ...1796                                                                                                  | 1797    | Jean Lecesne              |           |                                                 |
| 1797 | 1797    | Gilles Normand            |           |                                                 |
| 1797 | 1798    | Jean Lecesne              |           |                                                 |
| 1798 | 1798    | Jean Le Prieur            |           |                                                 |
| 1798 | 1806    | Gilles Normand            |           |                                                 |
| 1806 | 1832    | Nicolas Levindrey         |           |                                                 |
| 1832 | 1845    | Jacques Philippe Guilmard |           | Militaire                                       |
| 1845 | 1848    | Jacques Tencère           |           |                                                 |
| 1848 | 1848    | Victor Lebougre-Barbière  |           | maire provisoire                                |
| 1848 | 1852    | François Levindrey        |           |                                                 |
| 1852 | 1867    | Jacques Tencère           |           |                                                 |
| 1868 | 1888    | François Dubreuil         |           |                                                 |
| 1888 | 1908    | Henri Foisil              |           | Ancien magistrat conseiller général (1892-1908) |
| 1908 | 1912    | Louis Foisil              |           |                                                 |
| 1912 | 1917    | Louis Desgranges          |           | faisant fonction                                |
| 1917 | 1919    | Alexandre Lamache         |           |                                                 |
| 1919 | 1942    | André Foisil              |           | agriculteur                                     |
| 1942 | 1945    | Maurice Thomas            |           | faisant fonction                                |
| 1945 | 1951    | André Foisil              |           | Agriculteur conseiller général (1945 à 1951)    |
| 1951 | 1962    | Maurice Thomas            |           |                                                 |
| 1962 | 1968    | Auguste Pinel             |           | Négociant                                       |
| Une partie des données est issue de liste issue de l'ouvrage "601 communes et lieux de vie de la Manche" |         |                           |           |                                                 |

## Toponymie
Isigny est désignée en latin médiéval sous les formes de Isienio vers 1120, de Iseneio 1168, Ysigné vers 1191, Isigneio en 1214, Ysigney en 1488,.
François de Beaurepaire propose le nom de domaine gallo-roman *Isiniacum, basé sur le nom de personne germanique Iso (cité par Marie-Thérèse Morlet). Il y a plusieurs noms de ce type dans la Manche. En outre, on trouve Isigny-sur-Mer (Calvados), Saint-Lubin-d'Isigny (Eure-et-Loir), Isigné (Sarthe), Isenay (Nièvre) et peut-être Isignacum, un lieu non identifié du Gard. Cependant, on rencontre ce type de toponyme : nom de personne germanique + suffixe -(i)acum principalement au nord de la France, plus germanisé. Dans ce cas, il s'agit du suffixe -INIACU, forme allongée de -acum, basé à l'origine sur des anthroponymes terminés en -in qui a acquis une autonomie.

## Lieux et monuments
- Église Saint-Martin d'Isigny.
- Chapelle Notre-Dame-de-la-Miséricorde-et-du-Rosaire de Pain-d'Avaine, du XVIe siècle, dans le bourg d'Isigny.
- Ferme de la Bretaie. Des archives de 1503 attestent que la Bretaie était un fief rattaché à la seigneurie d'Isigny[7].